# Eulepida werneri
Eulepida werneri är en skalbaggsart som beskrevs av Marc Lacroix 2010. Eulepida werneri ingår i släktet Eulepida och familjen Melolonthidae. Inga underarter finns listade i Catalogue of Life.